# Laurent Bernasconi
Pour les articles homonymes, voir Bernasconi (homonymie).
Laurent Bernasconi (né en 1967) est un astronome amateur français et qui travaille à la SNCF.
Le Centre des planètes mineures le crédite de la découverte de 96 astéroïdes numérotés, entre septembre 1999 et 2012.
Il a contribué à l'observation et la découverte de nombreuses étoiles variables à l'observatoire des Engarouines (A14).
En 2017, avec un autre astronome amateur Michel Meunier, Ils ont créé le Team Janus. C'est maintenant ensemble qu'ils partagent leur passion de l'astronomie. Ils utilisent un télescope de 500mm situé à l'observatoire des Engarouines qui se trouve dans l'Hémisphère Nord en France, et un télescope de 520mm situé à l'Hacienda des Etoiles dans l'Hémisphère Sud au Chili.
L'astéroïde (13793) Laubernasconi a été nommé en son honneur.

## Astéroïdes découverts
A date le MPC récence la découverte de 96 astéroïdes par Laurent Bernasconi.
Ci dessous, la liste des 8 premiers:
| (12580) Antonini      | 8 septembre 1999  |
| (13395) Deconihout    | 10 septembre 1999 |
| (13396) Midavaine     | 11 septembre 1999 |
| (23999) Rinner        | 9 septembre 1999  |
| (24000) Patrickdufour | 10 septembre 1999 |
| (36057) 1999 RC33     | 10 septembre 1999 |
| (70221) 1999 RZ44     | 11 septembre 1999 |
| (74629) 1999 RB45     | 11 septembre 1999 |